# Larochella toreuma
Larochella toreuma är en snäckart som beskrevs av Powell 1927. Larochella toreuma ingår i släktet Larochella och familjen Aclididae. Inga underarter finns listade i Catalogue of Life.